# 人間狗鎮
《人間狗鎮》是一部2003年丹麥、英國、瑞典、法國和德國合拍的藝術實驗電影，由拉斯·馮·提爾編劇及執導，妮可·基德曼、保羅·彼特尼、羅蘭·比歌、歌兒·史韋莉及占士·堅等主演，並入圍該年坎城影展正式競賽片。故事講述黑幫千金葛瑞絲因故逃至名叫「狗鎮」（Dogville）的村落請求庇護，卻因此見證村裡連串人性險惡的事件，最終與村民反目展開了報復行動。
該片完全展現拉斯·馮·提爾的激進美學，他採用實驗手法拍攝全片，所有畫面都在同一個攝影棚裡拍攝，幾乎沒有任何布景，只以白線在地上象徵性的標示出牆壁和大門的位置，試圖營造一種「反電影」的拍攝手法。

## 劇情
在美國洛磯山脈中一個名叫「狗鎮」（Dogville）的村落裡，該村住有十五名居民，雖然各有小缺點，但大家仍是好人，守望相助。村莊的道德及精神領袖是他們唯一的醫師Tom Edison, Sr.，而他的兒子阿湯（Tom Edison, Jr.，保羅·彼特尼飾）則因希望繼承父親在村中的地位，而每星期也在努力叫居民開會，但並不成功。
某天，阿湯聽到幾聲槍聲，他去看發生甚麼事時，遇見年輕漂亮的葛瑞絲（Grace，妮可·基德曼飾）。她告訴阿湯她正在被黑幫追捕，阿湯聽到後邀請她留下，但她則遲疑不決，此時卻見黑幫份子趕到，阿湯唯有先幫她躲藏起來。黑幫份子遍尋葛瑞絲不獲，給阿湯一張卡片後離去，而葛瑞絲則答應阿湯留下來。村民最初怕會惹上麻煩，而不肯收留葛瑞絲，經阿湯遊說下答應讓葛瑞絲暫時留下來，兩個星期後才正式作決定。葛瑞絲為了「拉票」，開始替村民打點一些家務。
最初葛瑞絲與村民相處良好，大家亦決定讓葛瑞絲留下來，甚至付她微薄的工資。過了不久後，警察突然出現，四周釘上有關葛瑞絲的尋人傳單，村民雖然表面上和葛瑞絲如當初一樣相處，但都開始覺得有些不安。當警察再次出現，把尋人傳單換成通緝葛瑞絲的啟示，說她協助打刧銀行，大家則開始害怕了。雖然他們明知案件發生時，葛瑞絲正在村中，但他們仍加重葛瑞絲的家務負擔。對此葛瑞絲全無怨言，但反而令到村民對她愈來愈差……
一日警員來村莊巡查，葛瑞絲正好在查克家中打掃，查克見葛瑞絲不敢求助的狀況，趁機性侵。之後查克再三的侵犯，甚至被周圍的鄰居們撞見。查克的老婆甚至認為是葛瑞絲勾引她老公，將此事散播開來。莊村裡的男性紛紛效仿，只要警員或黑道來訪村莊時，就會藉機性侵葛瑞絲。而村裡的女性則對葛瑞絲越發怨恨。葛瑞絲愛莫能助下將此事告知阿湯，但阿湯則認為是葛瑞絲不夠勤奮，畢竟大家為了安穩警方與黑道，受了很大的壓力。
葛瑞絲受不了，希望透過路經此地的貨物員逃離，貨物員答應並將葛瑞絲藏進棚車內。貨車發動後，貨物員上棚架內告知有警員路過，要她不要出聲，之後侵犯了她，葛瑞絲隱忍下來。到達目的地後，貨物員通知葛瑞絲可以下車，但一下車卻發現，貨物員只是兜了一圈，貨物員告訴村民，葛瑞絲偷偷上她車要逃跑。原來貨物員也從村民中得知他們對葛瑞絲的所作所為，所以心生歹念。村民們很是生氣要懲罰她，阿湯趕緊將葛瑞絲帶回，希望擇日再審此事，阿湯告訴葛瑞絲，自己是真心愛她，需要她，並且也是唯一不會傷害她的人。但葛瑞絲卻說中阿湯需要她的真實原因：阿湯的父母雖然在村內德高望重，但相對的阿湯本人卻沒有任何才華，以至於沒人理會阿湯的領導。但自從葛瑞絲到來，每當村民們對葛瑞絲施加惡行，就更能襯托出阿湯的高道德形象。村民們惡劣的行徑令阿湯成為村落的道德典範並加大阿湯的話語權。雖然阿湯一開始沒這麼想，但也理解為何葛瑞絲來後，他對生活的滿足感來源。
內心被看穿的阿湯，感覺自己被羞辱了一番，於是要給葛瑞絲最後的懲罰。阿湯招開村民大會，告訴大家，自己下了什麼懲罰，這懲罰不但能讓大家擺脫煩惱，也能證明自身的高道德標準。三天後，黑幫分子來到村落，但這次沒人藏匿葛瑞絲，甚至讓黑幫們看見葛瑞絲被羞辱的綁在狗鍊上。小弟們將葛瑞絲卸下狗鍊並把她帶回車上，原來葛瑞絲並不是什麼逃犯，是黑幫老大的女兒。由於父親的行事風格太過強硬，一點小事就要致人於死，這與葛瑞絲秉持愛與包容的價值觀相反。當天行刑完的父親正於葛瑞絲爭吵，父親對空鳴槍洩憤，葛瑞絲逃跑。而今日葛瑞絲回到車上，她無力辯駁父親的論點，愛與包容轉為罪與罰，同意父親將村民們折磨至死。
認清一切、對欺辱她的村民不再寬容的葛瑞絲，命令部屬除掉所有狗鎮的村民們，而且不分男女老少。阿湯苦苦哀求，表示自己什麼也沒做。但葛瑞絲選擇親手了解阿湯，與父親、部屬揚長而去。最後全村居民無一倖免，只剩一條老狗還活著。

## 角色
| 演员                             | 角色                              |
| 約翰·赫特                        | 旁白                              |
| 妮可·基德曼                      | 葛瑞絲（Grace Margaret Mulligan） |
| 羅蘭·比歌                        | Ma Ginger                         |
| 歌兒·史韋莉（Chloë Sevigny）     | Liz Henson                        |
| 保羅·彼特尼                      | 阿湯（Tom Edison, Jr.）           |
| 史戴倫·史卡斯格                  | Chuck                             |
| Udo Kier                         | The Man in the Coat               |
| 尚-馬克·巴烈（Jean-Marc Barr）   | The Man with the Big Hat          |
| 占士·堅                          | The Big Man                       |
| Shauna Shim                      | June                              |
| Patricia Clarkson                | Vera                              |
| Jeremy Davies                    | Bill                              |
| Philip Baker Hall                | Tom Edison, Sr.                   |
| Ben Gazzara                      | Jack McCay                        |
| Blair Brown                      | Mrs. Henson                       |
| Željko Ivanek                    | Ben                               |
| 夏莉·安德遜（Harriet Andersson） | Gloria                            |
| Siobhan Fallon Hogan             | Martha                            |
| Miles Purinton                   | Jason                             |

## 外部連結
- 官方网站
- 互联网电影数据库（IMDb）上《人間狗鎮》的资料（英文）
- 爛番茄上《人間狗鎮》的資料（英文）
- 《新闻周刊》影評 Archive.today的存檔，存档日期2013-01-04
- BBC影評 （页面存档备份，存于）